# براكة الساحل
براكة الساحل أو كما تسمى أيضا منارة الحمامات، هي بلدة ساحلية تعتبر من ضواحي مدينة الحمامات السياحية و تبعد عن مركز المدينة حوالي 13 كلم، تعتبر همزة الوصل بين الحمامات الشمالية و الجنوبية و قد أشتهرت إثر قضية براكة الساحل التي هزت الرأي العام التونسي في التسعينات.